# Candida de Rome
Pour les articles homonymes, voir Candida et Bianca.
Sainte Candide ou sainte Bianca, sainte Blanche en français, fut, avec Artème, son époux, et Pauline, leur fille, martyre à Rome sous Dioclétien ; ils sont fêtés ensemble en Orient le 6 juin ou fêtée seule en Occident le 3 octobre.